# 842년

## 연호
- 당(唐) 회창(會昌) 2년
- 일본(日本) 조와(承和) 9년

## 기년
- 당(唐) 무종(武宗) 2년
- 신라(新羅) 문성왕(文聖王) 4년
- 발해(渤海) 대이진(大彝震) 13년

## 탄생
- 신라(新羅)의 왕후王後) 차비 김씨(次妃 金氏)

## 사망
- 1월 5일 - 이슬람의 칼리프 무타심
- 1월 20일 - 동로마 제국의 황제 테오필루스